# Bianca A. Santos
Pour les articles homonymes, voir Santos (homonymie).
Bianca Alexa Santos est une actrice américaine née le 26 juillet 1990 à Santa Monica, en Californie.
Elle est surtout connue pour avoir incarné Lexi Rivera dans la série dramatique The Fosters (2013-2014), ainsi que pour jouer le rôle de Lucy Velez dans la sitcom Happyland.

## Biographie
Née à Santa Monica, en Californie, Bianca A. Santos est d'origine cubaine et brésilienne. Elle parle couramment l'anglais, l'espagnol et le portugais,.
Elle lance sa carrière en 2013, à l'âge de 23 ans, en jouant un rôle récurrent dans la série dramatique The Fosters. En octobre 2014, elle obtient l'un des rôles principaux du film d'horreur Ouija et en février 2015, elle partage l'affiche de la comédie DUFF : Le faire-valoir avec Bella Thorne, Robbie Amell et Mae Whitman. En septembre 2014, elle tient le rôle principal de la sitcom Happyland, elle est annulée au bout de 8 épisodes.
En juin 2013, elle a une relation avec sa co-star de The Fosters, Jake Toranzo Austin. Ils se séparent après 1 ans de relation.

## Filmographie

### Cinéma
- 2013 : Channing : Cindy (téléfilm)
- 2013 : Brodowski & Company : Anna (téléfilm)
- 2014 : Ouija : Isabelle
- 2015 : DUFF : Le faire-valoir : Casey Cordero
- 2016 : Priceless : Antonia
- 2017 : SPF-18 : Camilla Barnes

### Télévision
- 2013-2014 : The Fosters : Lexi Rivera (11 épisodes)
- 2014-2014 : Happyland : Lucy Velez
- 2019 : Cloak & Dagger : Del
- 2019 à 2022 : Legacies : Maya Machado (saison 2, épisodes 2, 3 et 4 et saison 4, épisodes 11 et 19)